# Sternidocinus
Sternidocinus is een kevergeslacht uit de familie van de boktorren (Cerambycidae). De wetenschappelijke naam van het geslacht werd voor het eerst geldig gepubliceerd in 1956 door Dillon.

## Soorten
Sternidocinus is monotypisch en omvat slechts de volgende soort:
- Sternidocinus barbarus (Van Dyke, 1920)